# NGC 5555
NGC 5555 (другие обозначения — ESO 579-15, MCG −3-36-11, IRAS14160-1854, PGC 51124) — спиральная галактика (Sb) в созвездии Дева.
Этот объект входит в число перечисленных в оригинальной редакции «Нового общего каталога».